# Kajetan Amirowicz (wojskowy)
Kajetan Amirowicz (ur. 24 kwietnia 1862 w Tyśmienicy, zm. 11 lutego 1934 w Warszawie) – tytularny generał brygady Wojska Polskiego.

## Życiorys
Kajetan Amirowicz urodził się 24 kwietnia 1862 roku w Tyśmienicy, w ówczesnym powiecie tłumackim Królestwa Galicji i Lodomerii, w rodzinie Wincentego i Marii. Ukończył gimnazjum i dwa kursy c.k. seminarium nauczycielskiego męskiego w Stanisławowie. Od 1884 roku w armii austriackiej. Absolwent dwuletniej wiedeńskiej szkoły dla oficerów zawodowych i 8-miesięcznego kursu dla oficerów sztabowych. Służył jako oficer sztabowy m.in. w 19 Pułku Piechoty Obrony Krajowej. W 1913 roku mieszkał we Lwowie przy ul. Zielonej 35. W czasie służby w c. i k. Armii awansował kolejno na: chorążego (1886), majora (1913), podpułkownika (1915) i tytularnego pułkownika (1918).

Do Wojska Polskiego wstąpił w październiku 1918 roku. 31 października 1918 roku jako najstarszy stopniem Polak objął stanowisko komendanta polskiej załogi Tarnowa. 8 lutego 1919 roku został formalnie przyjęty do Wojska Polskiego z dniem 1 listopada 1918 roku, z byłej armii austro-węgierskiej, z zatwierdzeniem posiadanego stopnia pułkownika ze starszeństwem z 1 lutego 1918 roku, i przydzielony do Komendy Dowództwa Powiatowego Tarnów. Od czerwca 1919 roku w Warszawie, początkowo w komisji opracowującej ustawę dyscyplinarną. Następnie członek Rady Wojennej Komisji Likwidacyjnej. Przez kilka miesięcy szef Oddziału V Sztabu Dowództwa Okręgu Generalnego „Warszawa”. Później członek komisji rehabilitacyjnej dla oficerów sztabowych przy DOGen. „Warszawa”. 22 maja 1920 roku został zatwierdzony z dniem 1 kwietnia 1920 roku w stopniu pułkownika, w piechocie, w grupie oficerów byłej armii austro-węgierskiej. Pełnił wówczas służbę w Ministerstwie Spraw Wojskowych. Z dniem 1 maja 1921 roku został przeniesiony w stan spoczynku, w stopniu pułkownika piechoty, z prawem noszenia munduru. 26 października 1923 roku Prezydent RP Stanisław Wojciechowski zatwierdził go w stopniu tytularnego generała brygady. 

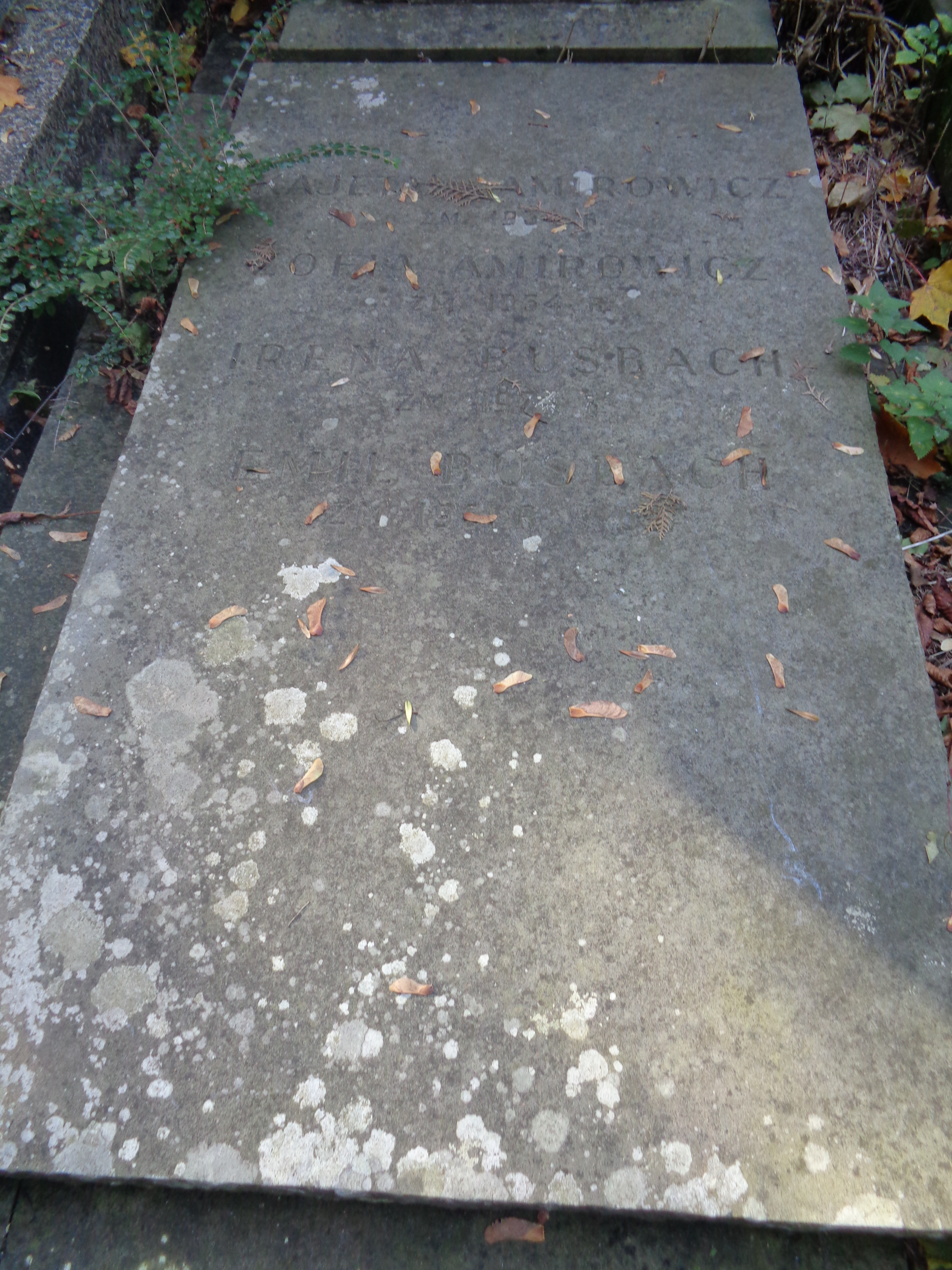
Grób Kajetana Amirowicza na cmentarzu Powązkowskim w Warszawie

Był członkiem zarządu Towarzystwa Rozrywek Godziwych. Zmarł 11 lutego 1934 roku. Został pochowany na cmentarzu Powązkowskim w Warszawie (kwatera 209-1-13). 
Kajetan Amirowicz był żonaty z Zofią Monne (zm. 1954), z którą miał dzieci.

## Ordery i odznaczenia
- Medal Zasługi Wojskowej (Austro-Węgry), dwukrotnie
- Order Franciszka Józefa 3 klasy (Austro-Węgry)